# Giyombong
Giyombong is een bestuurslaag in het regentschap Purworejo van de provincie Midden-Java, Indonesië. Giyombong telt 913 inwoners (volkstelling 2010).